# Henry Lossier
Henry Lossier est un ingénieur civil suisse né à Genève le 17 octobre 1878 et mort à Paris 18e le 16 novembre 1962.

## Biographie
Henry Lossier suit les cours de l'École polytechnique fédérale de Zurich dont il sort major de sa promotion. Il est professeur agrégé deux ans plus tard dans cet établissement, et professeur à l'université de Lausanne en 1903.
En 1908, il s'associe avec Armand Considère pour travailler dans son bureau d'études.
Ensemble, en 1908-1909, ils conçoivent trois ponts en arc pour la ligne de tramway des Alpes-Maritimes vers Saint-Martin-Vésubie à partir de Levens-Vésubie dans les Alpes-Maritimes. Les ponts en béton armé ont été construits par la Société Thorrand et Cie qui exploitait les brevets de Considère.

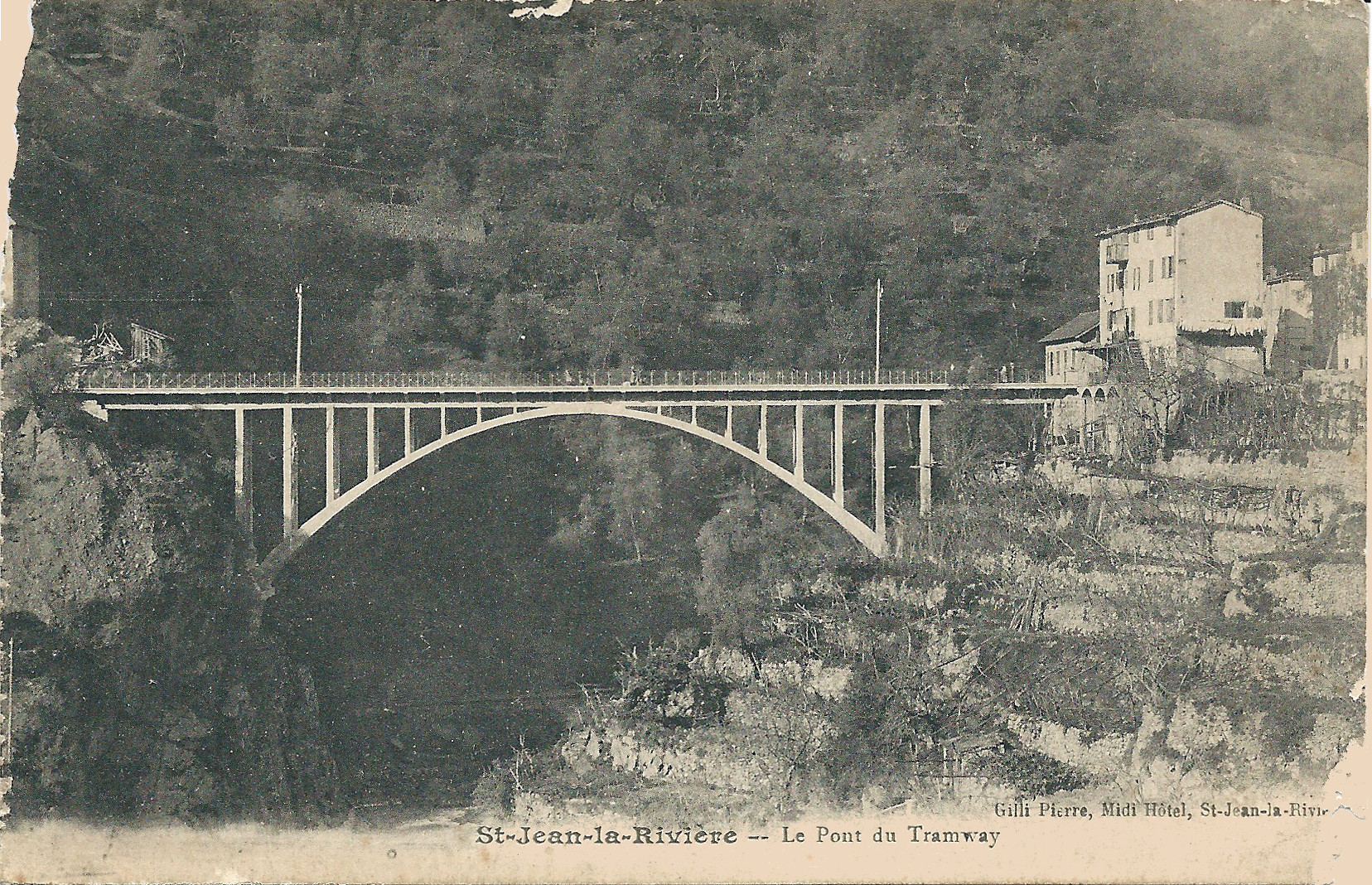
Pont du tramway à Saint-Jean-la-Rivière, conçu par le bureau d'études d'Armand Considère et Henry Lossier en 1908.
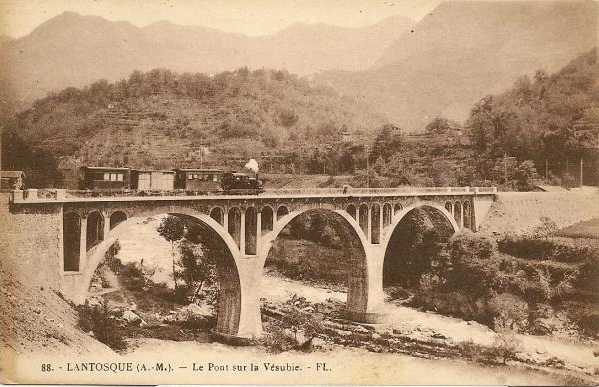
Pont du Martinet à Lantosque, conçu par le bureau d'études d'Armand Considère et Henry Lossier en 1908.

Quand, en 1910, Louis Pelnard, ingénieur des Mines, gendre d'Armand Considère, entre dans son bureau d'études, la société prend le nom de Considère-Pelnard et Compagnie.
En 1912, Henry Lossier quitte le bureau d'études de Considère et s'établit comme ingénieur conseil à son nom et se spécialise dans les structures en béton. Après son départ, Albert Caquot, polytechnicien et ingénieur des ponts et chaussées, entre dans la Société Considère-Pelnard et Compagnie où il a donné toute la dimension de son talent. La société prend alors le nom de Société Pelnard-Considère-Caquot. Celle-ci ferme ses portes dans les années 1970.
Il s'engage en 1914 pendant la Première Guerre mondiale. Il est blessé en 1916.

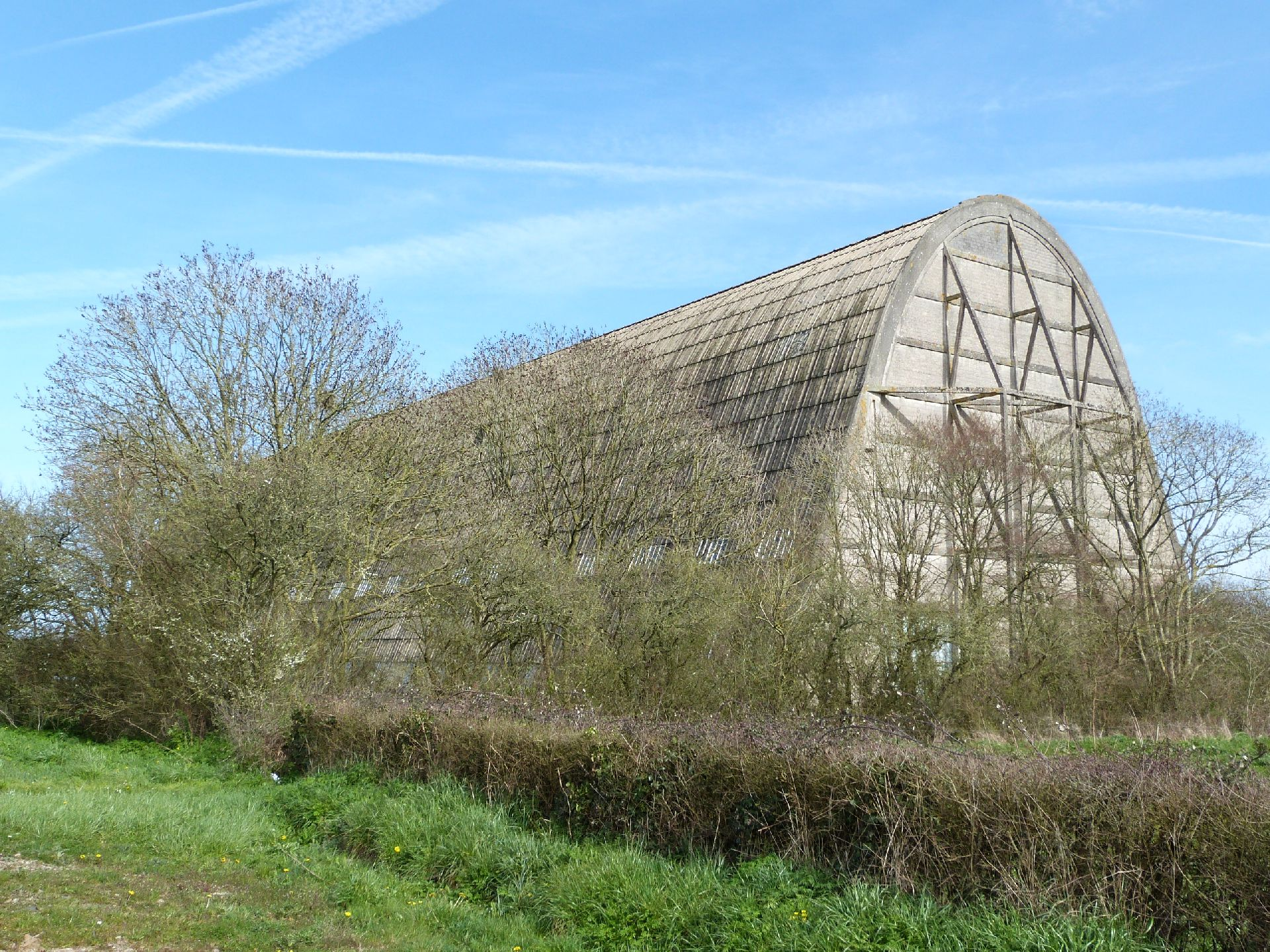
Hangar à dirigeables d'Écausseville.

Pour la réalisation des projets dont il fait la conception il est souvent associé avec les Établissements Fourré et Rhodes, mais non exclusivement.
Paul Séjourné prévoit la construction d'un pont routier au-dessus des voies ferrées à 2 km au sud de Randan. En décembre 1919, Henry Lossier en fait l'étude de ce pont en forme de poutre Vierendeel, de hauteur constante et de deux travées de 23 m et 17,80 m. Il est réalisé en 1920 par l'entreprise Mallet,.
En 1917, il fait les plans du hangar à dirigeables d'Écausseville en béton armé réalisé par les Établissements Fourré et Rhodes et terminé en 1919.

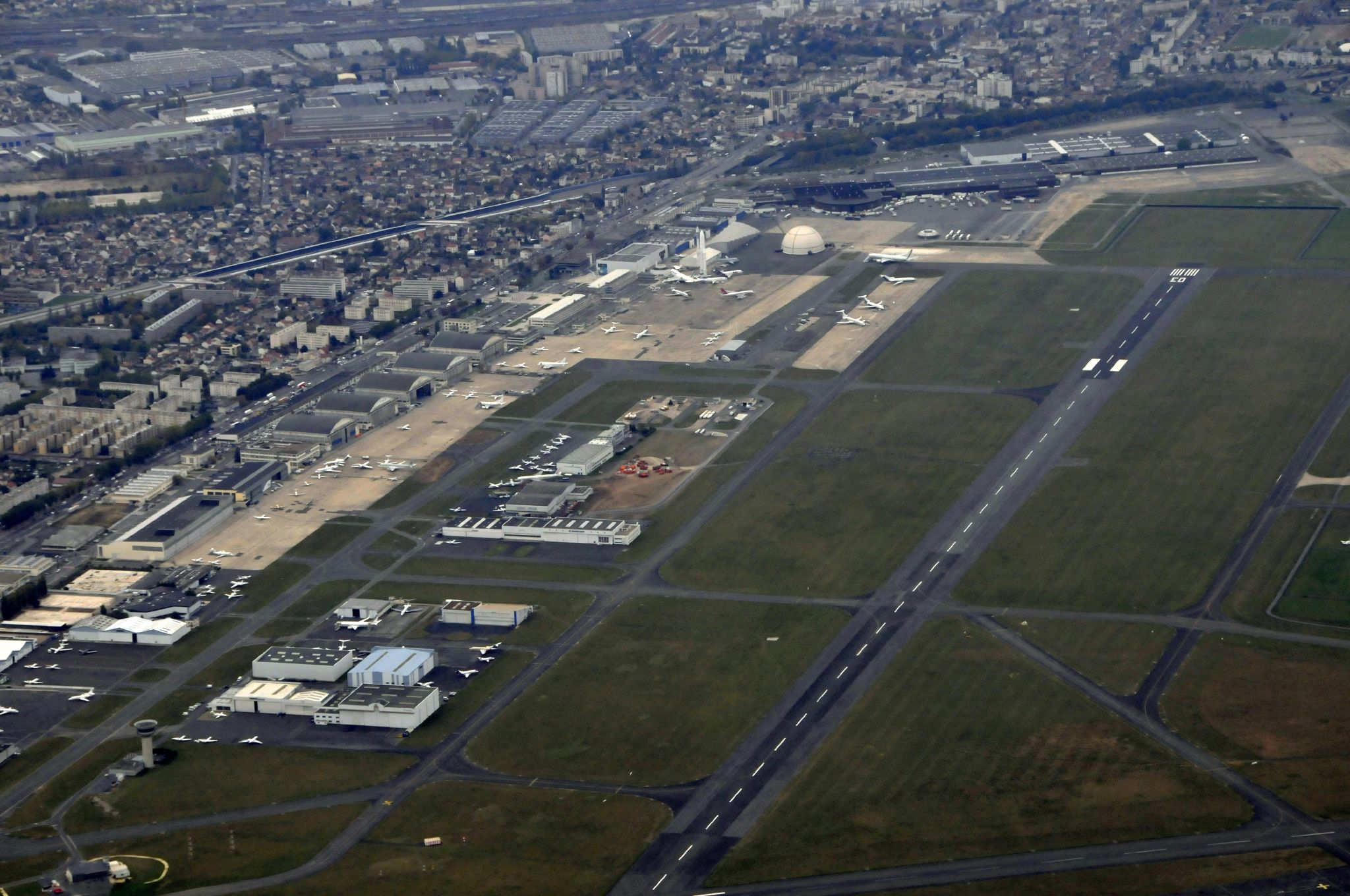
Vue d'ensemble de l'aéroport de Paris-Le Bourget avec les cinq hangars Lossier dans l'alignement de l'aérogare.

Il conçoit les cinq hangars aéronautiques de l'aéroport de Paris-Le Bourget, réalisés en 1921-1922. Ils sont agrandis en 1932. Endommagés en 1944, ils sont reconstruits à l'identique,,.
En 1921, la Compagnie de chemin de fer du Midi lui confie l'étude du pont de Castelnaudary pour franchir ses voies sans appui intermédiaire. Le pont en arc sous-tendu de type bow-string est réalisé par l'entreprise Mallet en 1921-1922. Il a une portée de 41,40 m,.
Il fait les plans du silo à céréales de la gare d'Arenc comprenant 96 cellules de 100 t, réalisé entre février 1926 et août 1927 par les Établissements Fourré et Rhodes pour la Société générale de transbordements maritimes de Marseille.
En 1927, il fait les plans du pont Louis-Saint ou pont de Souk-el-Arba, réalisé par Fourré et Rhodes, sur l'oued Mellègue, à Jendouba, en Tunisie. C'est un pont bow-string de 92 m de portée qui détient alors le record du monde de portée pour ce type de pont.
En 1930, associé avec les Établissements Fourré et Rhodes, il présente un projet d'autostrade entre la porte Maillot à la porte de Vincennes à Paris.

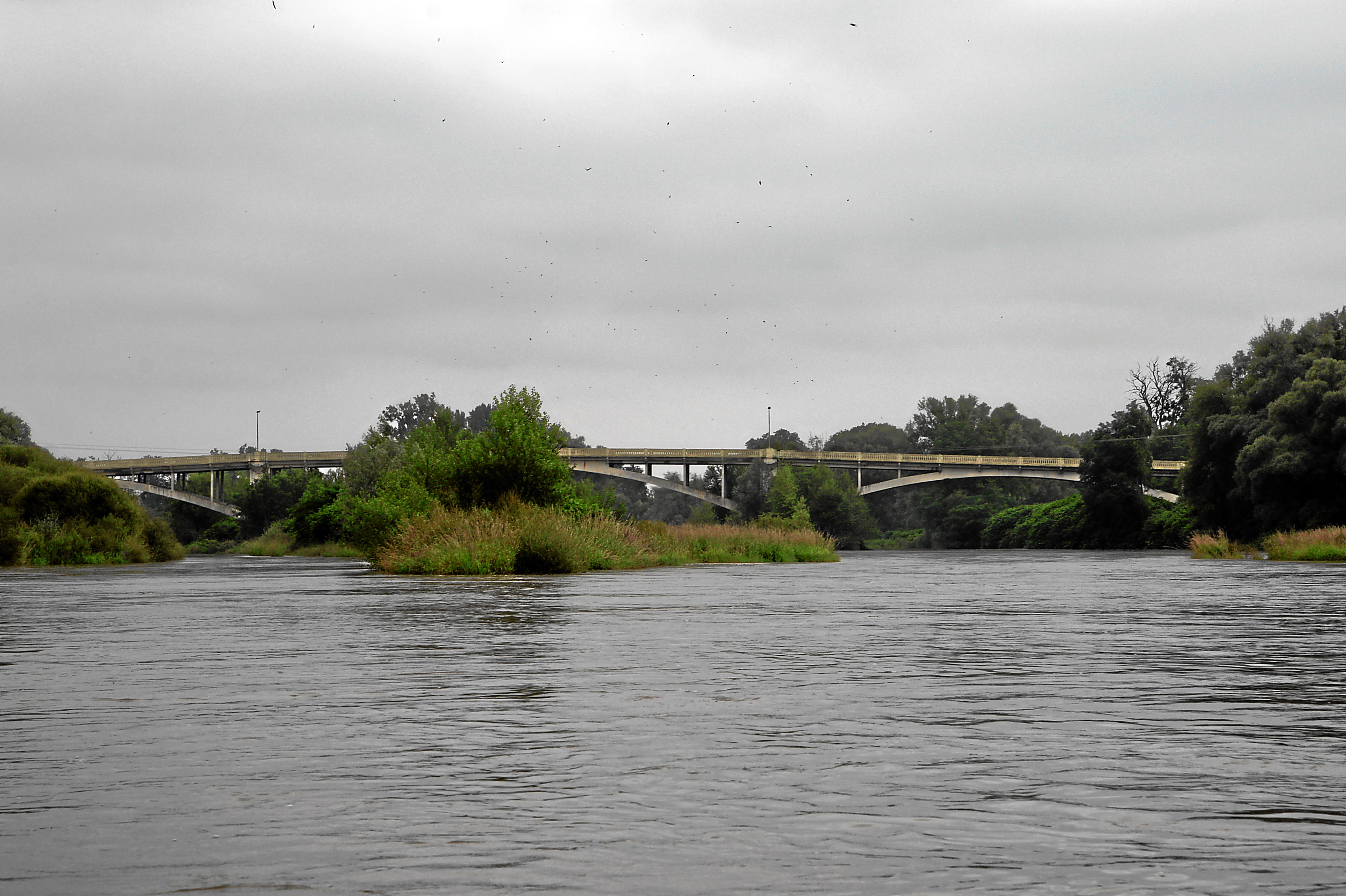
Pont de Pouilly-sous-Charlieu.

En 1935-1937, il conçoit le pont de Pouilly-sous-Charlieu construit par les Établissements Fourré et Rhodes. Il comprend trois arches de 63 m de portée.
Il remporte en 1935 le marché de reconstruction du pont de Villeneuve-Saint-Georges, réalisé par Fourré et Rhodes. Il est dynamité par le Génie français en juin 1940.
En 1937, associé avec l'architecte Georges Wybo, il conçoit le pont Cornudet, en béton armé, pour franchir l'Oise entre Neuville-sur-Oise et Jouy-le-Moutier. Il est inauguré le 2 juillet 1939. Le 9 juin 1940, il est dynamité par le Génie français.

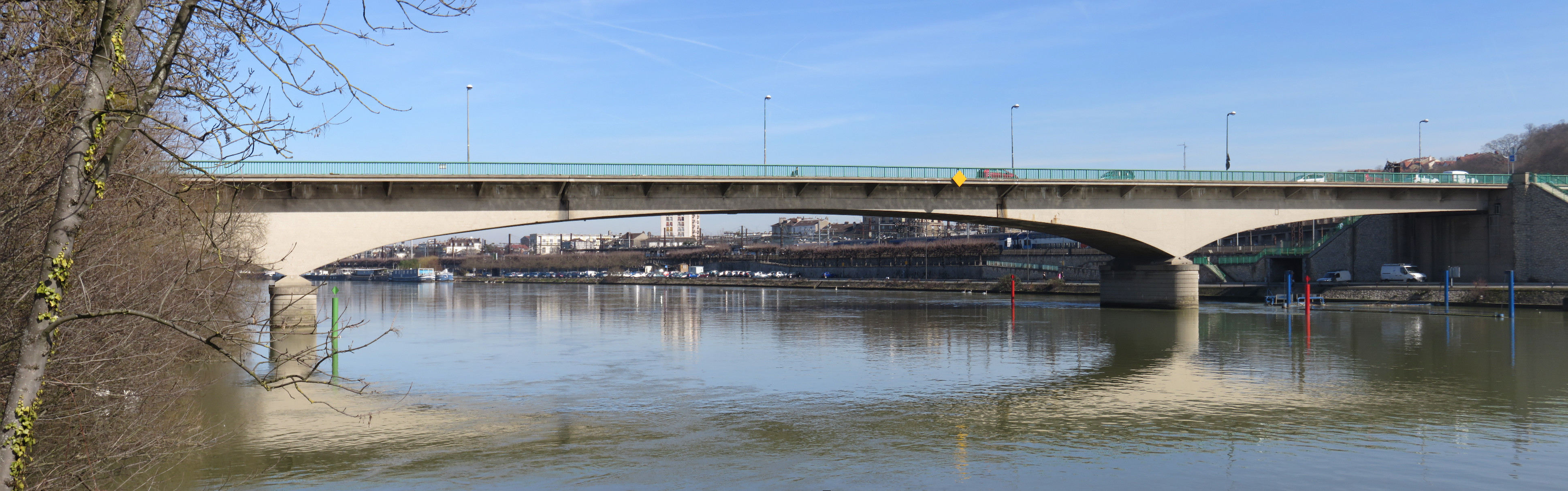
Pont de Villeneuve-le-Roi.

Après les premiers brevets d'Eugène Freyssinet sur la précontrainte, il va mettre au point ce qu'il a appelé la « précontrainte réglable », technique proche de ce qui a été plus tard appelé la précontrainte extérieure. La première application de cette technique est faite sur le deuxième pont de Villeneuve-le-Roi/Villeneuve-Saint-Georges, en 1948-1950.

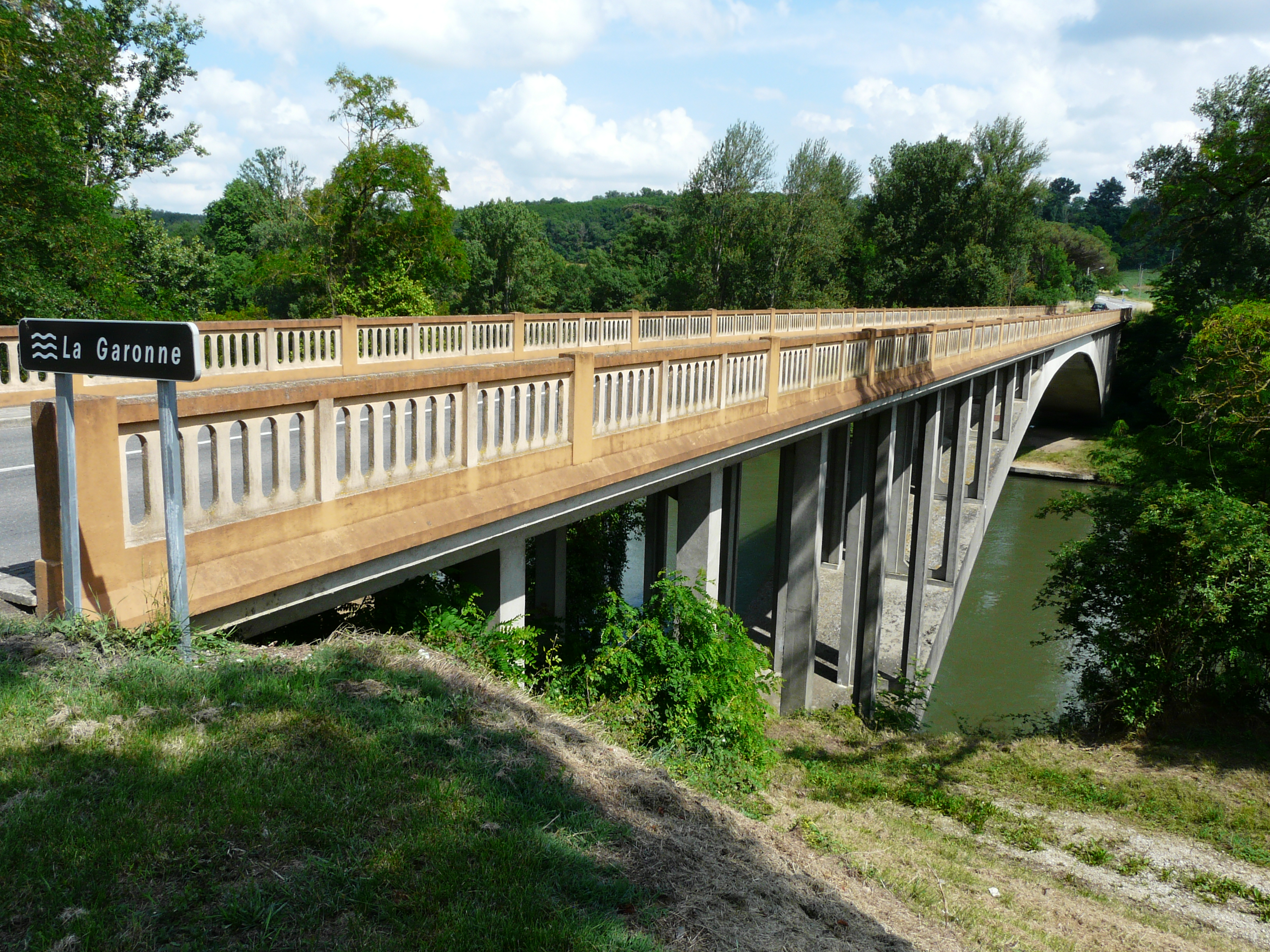
Pont en arc de Saint-Julien-sur-Garonne.

En 1950, il étudie le pont de Saint-Julien-sur-Garonne, réalisé par les Établissements Fourré et Rhodes, permettant de franchir en une seule arche de 101 m la Garonne.
Il a fait la promotion de l'utilisation de ciments expansifs qu'il a utilisé sur le pont ferroviaire de Laroche.
Il a conçu un nombre considérable de projets de ponts, hangars, chalands de type Lossier (plus d'une centaine), silos à blé et à ciment, centrales thermiques et barrages.
Expert pour les ouvrages en béton, il est aussi appelé comme consultant sur des projets mais aussi sur des ouvrages accidentés. Il intervient aussi auprès de groupes industriels.
Il est l'auteur de très nombreuses publications techniques de référence en France dont certaines ont été traduites.

## Publications
- Henry Lossier, « De l'arc élastique continu sur appuis rigides », Bulletin technique de la Suisse romande, novembre-décembre 1902 (bibliographie)
- Henry Lossier, Calcul des ponts en maçonnerie. Méthode de M. Ritter, p. 153-156, "Le Génie civil", no 1073, 3 octobre 1903 (lire en ligne), remarques sur l'application de la méthode (voir)
- Henry Lossier, Calcul des ponts en maçonnerie à plusieurs arches, p. 268-272, "Le Génie civil", no 1366, 15 août 1908 (lire en ligne), planche XVI (voir)
- Henry Lossier, Le calcul des réservoirs circulaires, Éditions "Le Génie civil", Paris, 1910 ; p. 16
- Henry Lossier, Étude de la solidarité des pièces de pont, p. 336-340, "Le Génie civil", no 1576, 24 août 1912 (lire en ligne)
- Henry Lossier, Maurice Pernollet, Résistance des matériaux: Note sur le calcul des ponts suspendus rigides, à haubans et poutre de rigidité, p. 263-269, "Le Génie civil", no 1599, 1er février 1913 (lire en ligne)
- Henry Lossier, Maurice Pernollet, Résistance des matériaux: Note sur le calcul des ponts suspendus rigides, à haubans et poutre de rigidité (suite et fin), p. 285-288, "Le Génie civil", no 1600, 8 février 1913 (lire en ligne)
- Henry Lossier, Le béton armé et le "ciment fondu". Construction des ouvrages en béton armé à grande portée, p. 79-83, "Le Génie civil", no 2059, 28 janvier 1922 (lire en ligne), planche III (voir)
- Henry Lossier, Résultats d'expériences sur les ciments à durcissement rapide, p. 204-207, "Le Génie civil", no 2142, 1er septembre 1923 (lire en ligne)
- Henry Lossier, Coupoles et voûtes en béton armé, p. 564-566, "Le Génie civil", no 2391, 9 juin 1928 (lire en ligne)
- Henry Lossier, Le flambement des arcs et des membrures comprimées des poutres droites, p. 269, "Le Génie civil", no 2483, 15 mars 1930 (lire en ligne)
- Henry Lossier, La Valeur des formules de battage des pieux en béton armé, Éditions Le Génie civil, Paris, 1930 ; p. 12
- Henry Lossier, Ponts à poutres en béton armé de grandes dimensions, p. 367-384, Rapport préliminaire du Premier congrès de l'Association internationale des ponts et charpentes (IABSE), Paris, 19 mai-25 mai 1932, Zurich, 1932
- Henry Lossier, Où les progrès de la technique actuelle conduisent-ils le béton armé ?, p. 445-446, "Le Génie civil", no 2673, 4 novembre 1933, (lire en ligne)
- Henry Lossier, Les limites actuelles de la hauteur des tours, p. 555-560, "Construction et Travaux Publics", décembre 1933, no 12
- Henry Lossier, L'Avenir du béton armé et du métal pour les ponts de très grande portée, Société des ingénieurs civils de France, Paris, 1934 ; p. 34
- Henry Lossier, Un laboratoire français d'étude du sol et des fondations, Éditions Le Génie civil, Paris, 1934 ; p. 11
- Henry Lossier, Planchers champignons, dalles rectangulaires, dalles continues; dispositions d'armature, p. 122-137, "Travaux", mars 1935, no 27
- Henry Lossier, Évolution et tendances actuelles des couvertures et des ponts en béton armé de grande portée, p. 24-41, "L'architecture d'aujourd'hui", 1936, novembre, no 11
- Henry Lossier, Les Fissures du béton armé, Éditions Le Génie civil, Paris, 1936 ; p. 27
- Henry Lossier, Réalisations de ponts, p. 97, "Travaux", mars 1938, no 63
- Henry Lossier, Les Fondations des chemins de roulement du nouveau portique de manutention du charbon de la Centrale de Grand-Quevilly: près de Rouen, Éditions Le Génie civil, Paris, 1938 ; p. 19
- Henry Lossier, Le développement cyclique du béton armé. Hasard ou intuition?, p. 41-49, "Le Génie civil", n°3025-3026, 1-8 février 1941 (lire en ligne), avec remarques complémentaires d'Eugène Freyssinet
- Henry Lossier, Les viaducs en arcs à plusieurs travées solidaires, p. 244-245, "Le Génie civil", n°3043-3033, 7-14 juin 1941 (lire en ligne)
- Henry Lossier, Les Viaducs en arcs à plusieurs travées solidaires: M. Henry Lossier. Exposé du 14 mai 1941, Société des ingénieurs civils de France, Paris, 1941 ; p. 12
- Henry Lossier, La reconstruction du pont en béton armé de Villeneuve Saint-Georges, sur la seine, près Paris, p. 253-257, "Le Génie civil", n°3045-3046, 21-28 juin 1941 (lire en ligne)
- Henry Lossier, La reconstruction du pont de Pouilly-sous-Charlieu, sur la Loire, p. 77-79, "Le Génie civil", n°3053-3054, 16-23 août 1941 (lire en ligne)
- Henry Lossier, Ciment sans retrait et expansifs: I. Exposé préliminaire, p. 203, "Travaux", juin 1943, no 108
- Henry Lossier, Hangar de 150 mètres d'ouverture pour hydravions transocéaniques de 60 tonnes, Chaix, Paris, 1943 ; p. 11
- Henry Lossier, Les prototypes de la précontrainte du béton, artificielle, réglable ou automatique, p. 171, "Travaux", juillet 1944, no 121
- Henry Lossier, Albert Caquot, Les Ciments expansifs et leurs applications, autocontrainte du béton, Chaix, Paris, 1944 ; p. 19
- Henry Lossier, Le clavage des voûtes du viaduc sous voies de la SNCF à Laroche, sur l'Yonne, à l'aide de voussoirs en béton expansif, p. 269, "Travaux", juin 1947, no 152
- Henry Lossier, Visite du pont de Villeneuve-Saint-Georges, p. 210, "Travaux", février 1951, no 196
- Henry Lossier, L'Autocontrainte des bétons par les ciments expansifs, Société des ingénieurs et scientifiques de France, Paris, 1952 ; p. 37
- Henry Lossier, La pathologie du béton armé, Dunod, Paris, 1952 ; p. 100
- Henry Lossier, Pathologie et thérapeutique du béton armé, Dunod, Paris, 1955 ; p. 156
- Henry Lossier, Construction par encorbellement, sans cintre fixe, de ponts en béton précontraint. Pont de Worms sur le Rhin, Institut technique du bâtiment et des travaux publics, Paris, 1955